# スティーブ・デントン
スティーブ・デントン（Steve Denton, 1956年9月5日 - ）は、アメリカ・テキサス州キングスビル出身の元男子プロテニス選手。1981年と1982年の2年連続で、全豪オープンの男子シングルス準優勝者になった選手である。男子ダブルスでは1982年の全米オープンで、ケビン・カレンとペアを組んで優勝した。混合ダブルスではウィンブルドンで1983年と1984年の2年連続準優勝がある。自己最高ランキングはシングルス12位、ダブルス5位。ATPツアーでダブルス18勝を挙げたが、シングルスでは全豪オープンの2年連続準優勝を含めて6度の準優勝があり、1度も優勝できずに終わった不運な選手である。

## 来歴
1978年にプロ入り。1981年の全豪オープンは、現在とは違う12月の年末開催の大会で、男子シングルスは64名の選手による6回戦制で行われた。デントンはノーシードから決勝まで勝ち進んだが、決勝で第4シードのヨハン・クリークに 2-6, 6-7, 7-6, 4-6 で敗れて準優勝になった。翌1982年の全豪オープンでは、前年度優勝者のクリークが第1シード、準優勝者のデントンが第2シードに選ばれた。1982年の全豪オープン男子シングルスは、出場選手が96名に増え、トーナメントも7回戦制に拡大された。（32名の選手に「1回戦不戦勝」があったが、第2シードのデントンは1回戦から出場した。）デントンとクリークは順当に勝ち進み、2年連続の決勝対決を実現させたが、再びクリークが 6-3, 6-3, 6-2 で勝って大会2連覇を達成し、デントンは2年連続準優勝に終わった。2度の全豪準優勝を含めて、デントンは1984年まで男子ツアー大会のシングルスで6度の準優勝止まりに終わってしまい、とうとうシングルスでは優勝できなかった。全豪オープン以外の4大大会シングルス成績は、1982年のウィンブルドンと全米オープンの4回戦進出が最高で、全仏オープンでは1勝もできなかった。
スティーブ・デントンはダブルスで優れた力量を発揮し、1982年の全米オープンでケビン・カレンとペアを組んで優勝した。1983年の全豪オープン男子ダブルスでは、デントンは同じアメリカのシャーウッド・スチュワートとペアを組んで決勝に勝ち進んだが（同大会のシングルスでは3回戦敗退）、地元オーストラリアペアのマーク・エドモンドソン＆ポール・マクナミー組に 3-6, 6-7 で敗れて準優勝になっている。混合ダブルスでは、1981年の全米オープンでジョアン・ラッセル（アメリカ）とペアを組んだ準優勝と、ウィンブルドンで1983年と1984年の2年連続準優勝があった。1983年のウィンブルドン混合ダブルスでは、デントンは当時39歳のビリー・ジーン・キング夫人とペアを組み、1984年はキャシー・ジョーダンと組んだが、2年連続でジョン・ロイド（イギリス）＆ウェンディ・ターンブル（オーストラリア）組に敗れる。デントンのキャリアには、不運な準優勝が数多くついてまわった。
デントンは日本のトーナメントでも、ダブルスで2度の準優勝がある。1983年の「セイコー・スーパー・テニス」ダブルスではジョン・フィッツジェラルドとペアを組んだが、決勝でマーク・エドモンドソン＆シャーウッド・スチュワート組に敗れた。現役最後の年となった1988年、デントンは「ジャパン・オープン」の男子ダブルスにデビッド・ペイトとペアを組んで出場している。デントンとペイトは決勝でヨハン・クリーク＆ジョン・フィッツジェラルド組に敗れたが、これが彼の最後のツアー大会決勝戦になった。デントンは1987年にシングルスから撤退したが、ダブルスでは1988年までキャリアを続行し、1988年10月のシンガポール大会で日本の辻野隆三とペアを組んだ1回戦敗退を最後に現役を引退した。

## 主な成績
- 全豪オープン　男子シングルス準優勝：1981年＆1982年、男子ダブルス準優勝：1983年
- ウィンブルドン　混合ダブルス準優勝：1983年＆1984年
- 全米オープン　男子ダブルス優勝：1982年、混合ダブルス準優勝：1981年